# Břežany (Lešany)
Břežany (Duits: Breschan of Breschan bei Leschan) is een Tsjechische plaats in de gemeente Lešany, regio Midden-Bohemen, en maakt deel uit van het district Benešov. Het dorp ligt op 1 kilometer afstand van Lešany.
Břežany telt 464 inwoners (2021).

## Geschiedenis
De eerste schriftelijke vermelding van het dorp dateert van 1414.
Tijdens de Tweede Wereldoorlog was het dorp onderdeel van het militaire oefenterrein van de Waffen-SS Benešov. Op 15 september 1942 moesten de inwoners daarom noodgedwongen hun huizen verlaten.
In 1949 werd Břežany, samen met Lešany, ingedeeld bij het district Benešov.

## Verkeer en vervoer

### Autowegen
Er leidt een regionale weg naar het dorp.

### Spoorlijnen
Er is geen station in Břežany. Het dichtstbijzijnde station is in Krhanice, op zo'n drie kilometer afstand. Dat station ligt aan spoorlijn 210 Praag - Čerčany.

### Buslijnen
Er is één bushalte in het dorp:
| Halte           | Lijn(en) | Traject(en)                                | Vervoerder(s)            |
| --------------- | -------- | ------------------------------------------ | ------------------------ |
| Lešany, Břežany | 332 753  | Budějovická - Neveklov Netvořice - Benešov | Arriva City CŠAD Benešov |

## Galerij

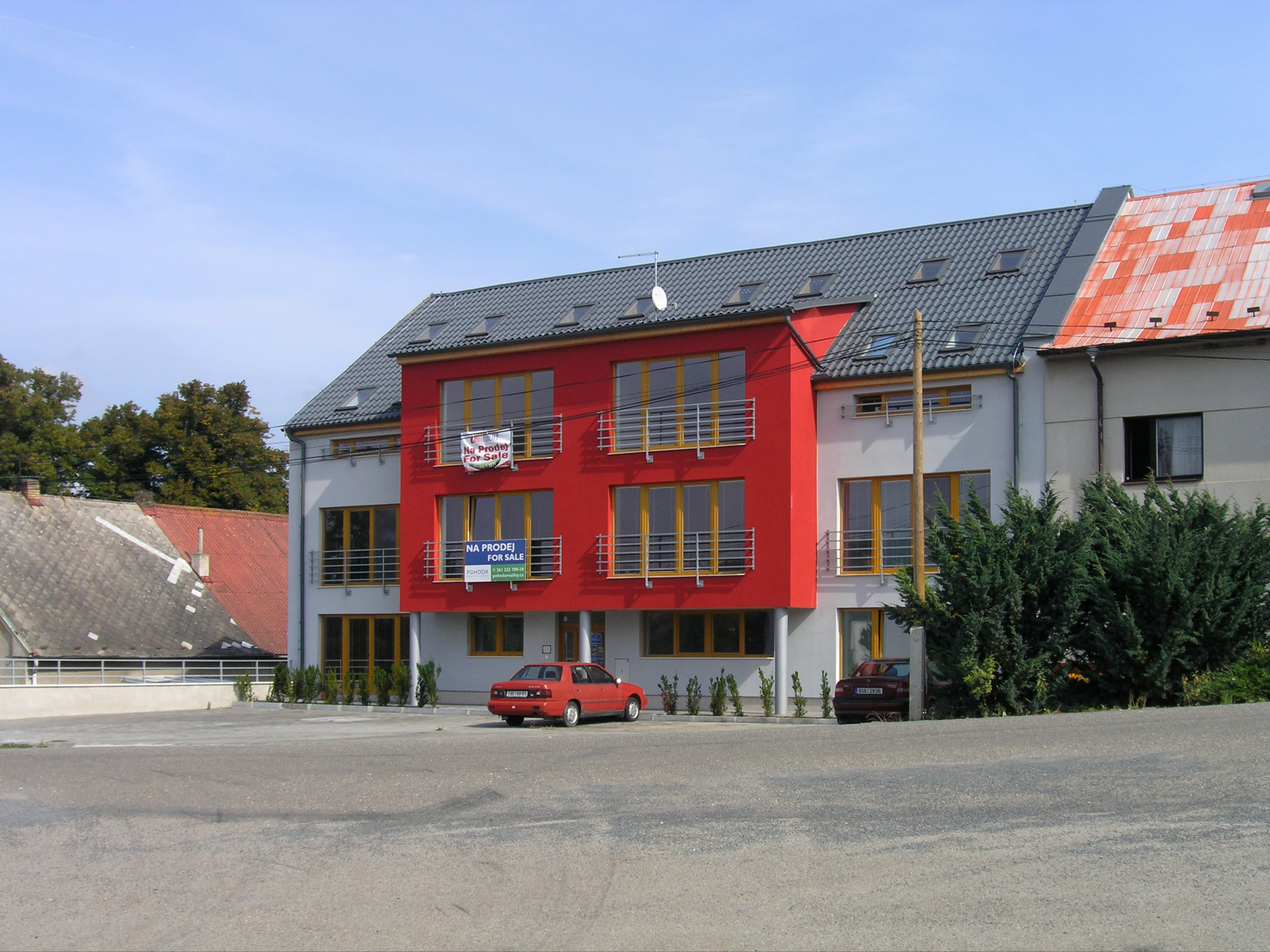
Gebouw aan het dorpsplein (2009)
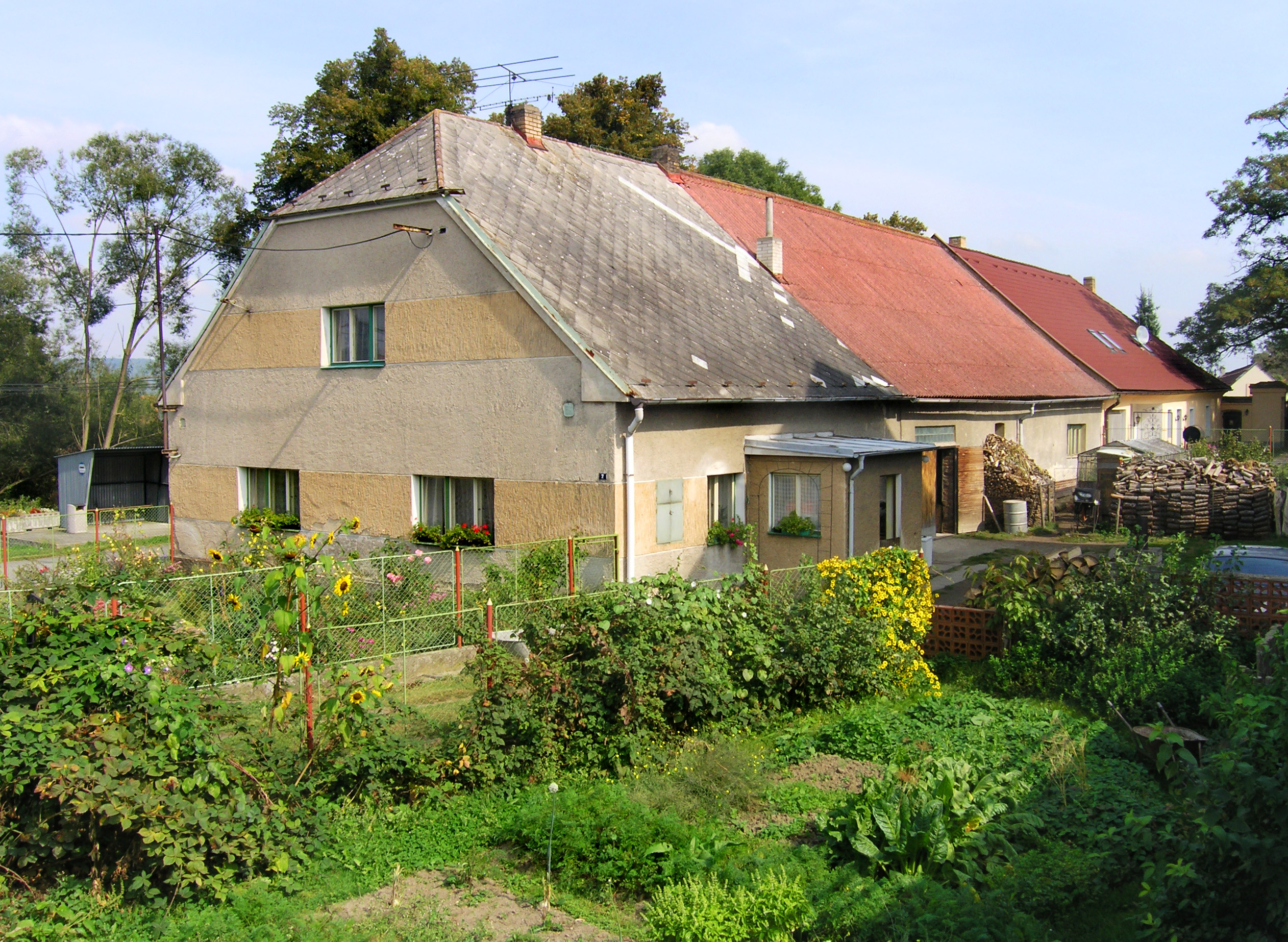
Huis in het dorp (2009)
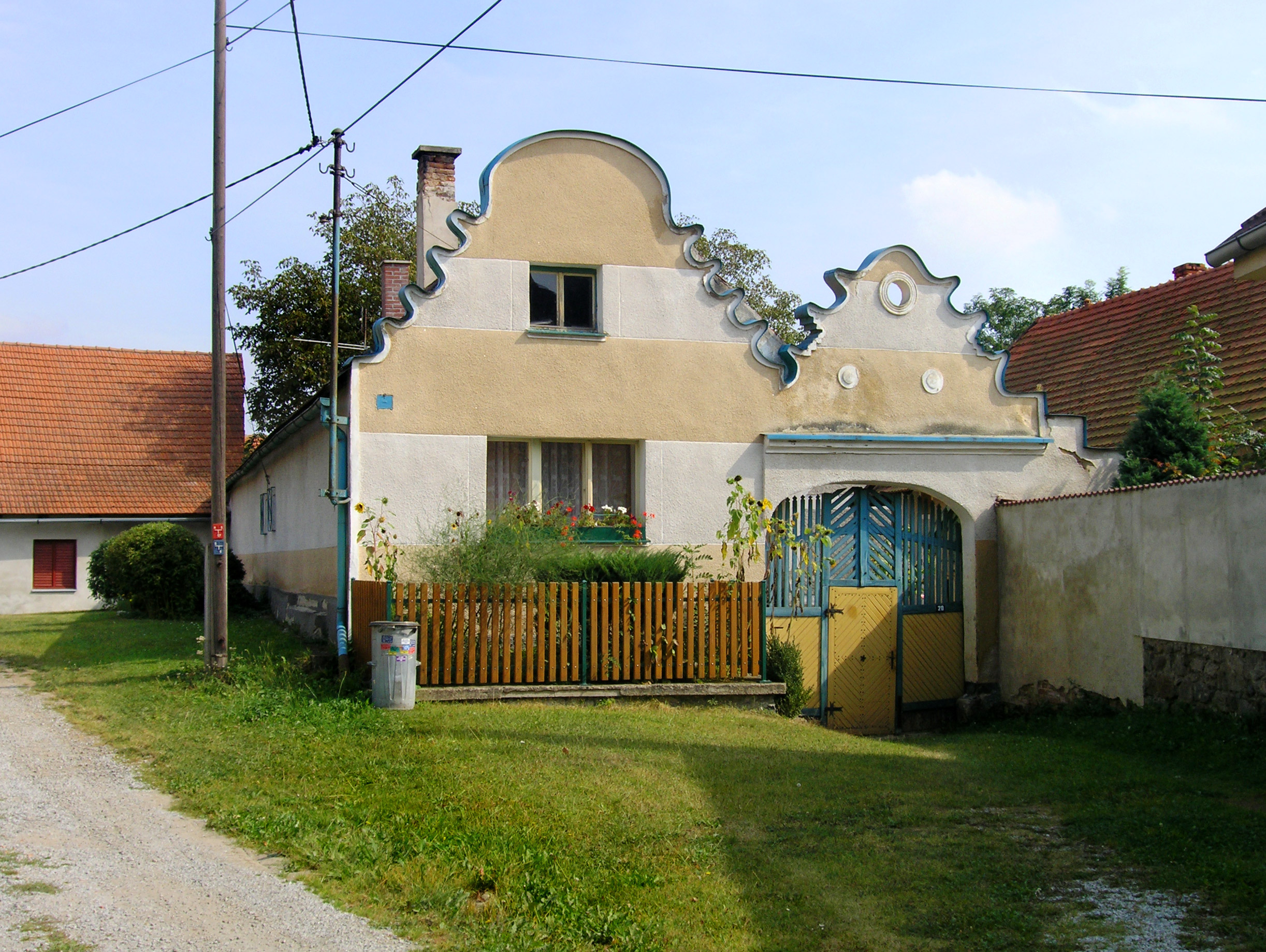
Voormalige boerderij in het dorp (2009)
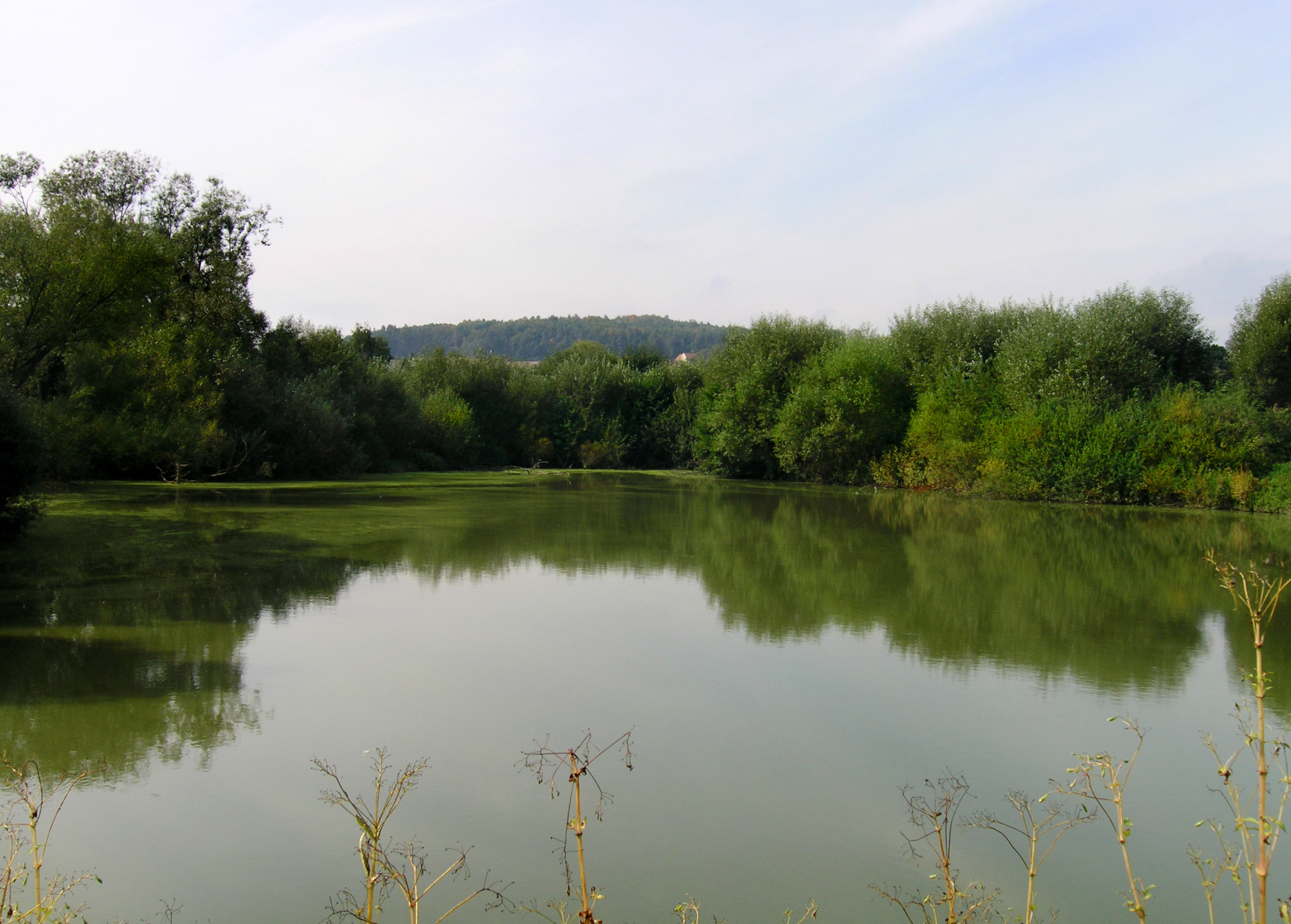
Meertje bij het dorp (2009)
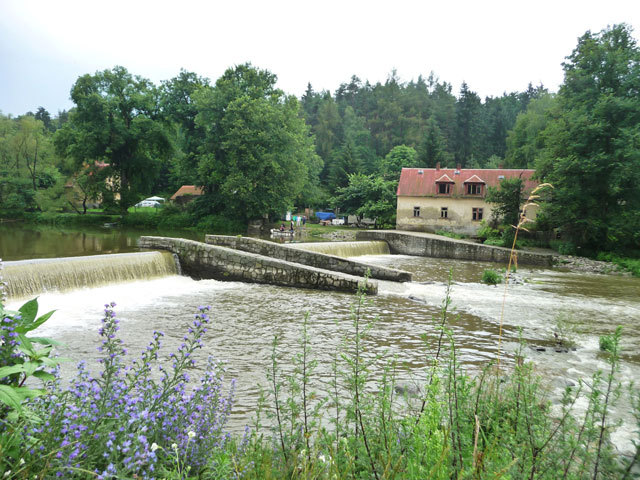
Waterval nabij het dorp (2016)